# Виборчий округ 87
Виборчий округ 87 — виборчий округ в Івано-Франківській області. В сучасному вигляді був утворений 28 квітня 2012 постановою ЦВК №82 (до цього моменту існувала інша система виборчих округів). Окружна виборча комісія цього округу розташовується в будинку культури Нафтогазовидобувного управління за адресою м. Надвірна, вул. Шептицького, 36.
До складу округу входять місто Яремче, а також Надвірнянський район, частини Богородчанського (окрім сіл Саджава, Космач, Кричка та всього що на південний захід від них) і Коломийського (Отинійська селищна рада, Струпківська, Угорницька, Виноградська та Воронівська сільські ради) районів. Виборчий округ 87 межує з округом 72 на південному заході, з округом 86 на заході, з округом 85 на північному заході, з округом 84 на півночі, з округом 88 на сході та з округом 89 на південному сході. Виборчий округ №87 складається з виборчих дільниць під номерами 260001-260007, 260010-260013, 260016-260019, 260024-260026, 260028-260033, 260040-260044, 260329-260338, 260408, 260473-260537 та 261025-261036.

## Народні депутати від округу
| Ім'я                            | Фото | Партія         | Скликання | Дата набуття повноважень | Дата припинення повноважень |
| ------------------------------- | ---- | -------------- | --------- | ------------------------ | --------------------------- |
| Дерев'янко Юрій Богданович      |      | самовисуванець | 7-ме      | 12 грудня 2012           | 27 листопада 2014           |
| Дерев'янко Юрій Богданович      |      | Воля           | 8-ме      | 27 листопада 2014        | 29 серпня 2019              |
| Андрійович Зіновій Мирославович |      | Слуга народу   | 9-те      | 29 серпня 2019           | 7 листопада 2020            |
| Вірастюк Василь Ярославович     |      | Слуга народу   | 9-те      | 15 червня 2021           |                             |

## Результати виборів

### Парламентські

#### 2021 (проміжні)
Одномандатний мажоритарний округ:

Кандидати-мажоритарники:
- Вірастюк Василь Ярославович (Слуга народу)
- Шевченко Олександр Леонідович (За майбутнє)
- Кошулинський Руслан Володимирович (Свобода)
- Голіней Юрій Дмитрович (Платформа громад)
- Ноняк Михайло Васильович (самовисування)
- Шевченко Олександр Леонідович (самовисування)
- Шевченко Олександр Петрович (самовисування)
- Сивачук Сергій Олексійович (самовисування)
- Жолоб Марія Михайлівна (самовисування)
- Макар Іван Іванович (Важливий кожен)
- Дереворіз Руслан Євгенійович (самовисування)
- Юрченко Юрій Іванович (Нова демократія)
- Зозуля Руслан Петрович (Розвиток і добробут)
- Резеш Йосип Йосипович (Партія угорців України)

#### 2019
Кандидати-мажоритарники:
- Андрійович Зіновій Мирославович (Слуга народу)
- Іваночко Михайло Степанович (Свобода)
- Голіней Юрій Дмитрович (Європейська Солідарність)
- Писклинець Ігор Дмитрович (Батьківщина)
- Никорович Святослав Ігорович (Самопоміч)
- Тищенко Володимир Олегович (Голос)
- Марцінковський Роман Анатолійович (Сила людей)
- Голинський Андрій Миколайович (Громада і закон)
- Войташек Іван Іванович (самовисування)
- Росипайло Ігор Ярославович (самовисування)
- Андрійович Михайло Васильович (самовисування)
- Тимчишин Михайло Дмитрович (Опозиційний блок)
- Сав'юк Ростислав Маркіянович (Аграрна партія України)

#### 2014
Кандидати-мажоритарники:
- Дерев'янко Юрій Богданович (Воля)
- Попович Василь Васильович (Блок Петра Порошенка)
- Паранюк Ярослав Дмитрович (Народний фронт)
- Ішин Леся Федорівна (Правий сектор)
- Тодорук Іван Іванович (Радикальна партія)
- Масевич Василь Володимирович (Блок лівих сил України)
- Мукосієнко Наталія Павлівна (самовисування)
- Степаненков Станіслав Валерійович (Опозиційний блок)
- Максимів Володимир Миколайович (самовисування)
- Максімова Наталія Іванівна (самовисування)
- Чучук Володимир Ізидорович (самовисування)
- Устимчук Оксана Ігорівна (самовисування)
- Сванідзе Зураб Гелович (самовисування)
- Савків Зіновій Юрійович (самовисування)
- Томків Микола Ігорович (самовисування)
- Холопцев Юрій Миколайович (самовисування)

#### 2012
Кандидати-мажоритарники:
- Дерев'янко Юрій Богданович (самовисування)
- Піцуряк Манолій Васильович (Свобода)
- Онутчак Василь Васильович (УДАР)
- Калічко Володимир Іванович (Партія регіонів)
- Мочерняк Роман Михайлович (Україна — Вперед!)
- Гіль Світлана Богданівна (Наша Україна)
- Слободян Іван Володимирович (самовисування)
- Гоголь Василь Васильович (Народно-демократична партія)
- Богославець Руслана Юріївна (самовисування)
- Жавранков Віталій Вячеславович (Комуністична партія України)
- Хопта Володимир Іванович (самовисування)
- Пришляк Тетяна Іванівна (самовисування)
- Гриньків Тетяна Михайлівна (самовисування)
- Черноволенко Олександр Миколайович (самовисування)
- Припхан Наталія Павлівна (самовисування)
- Монастирецький Володимир Ярославович (самовисування)
- Жолоб Юрій Ігорович (самовисування)

## Явка
Явка виборців на окрузі: